# Alex Kipchirchir Rono
Alex Kipchirchir Rono (* 26. November 1984 in Sergoit bei Eldoret, Provinz Rift Valley) ist ein kenianischer Mittelstreckenläufer.

## Leben
Kipchirchir begann mit dem Laufsport an der Litein High School, wo er auch Fußball, Hockey und Basketball spielte. Nachdem er seine Schulausbildung 2001 abbrechen musste, wurde er von einem Fußballkameraden dem ehemaligen 10.000-Meter-Weltmeister Moses Tanui vorgestellt, in dessen Trainingscamp er 2002 trainierte. Im Juli dieses Jahres siegte er bei den Leichtathletik-Juniorenweltmeisterschaften in Kingston (Jamaika) über 800 Meter in 1:46,59 min.
Am 7. Juli 2003 stellte er mit 3:50,25 min einen Junioren-Weltrekord im Meilenlauf, der bis zum 3. Juli 2009, als er von William Biwott Tanui gebrochen wurde, Bestand hatte. 
Zwei Jahre später schaffte er auch den Sprung in die Weltspitze der Erwachsenenklasse. Bei den Weltmeisterschaften 2005 in Helsinki wurde er über 1500 m in 3:40,43 min Siebter.
Im März 2006 siegte er bei den Commonwealth Games in Melbourne über 800 m in 1:45,88 min. Im August folgte bei den Leichtathletik-Afrikameisterschaften in Bambous der Doppelsieg über 800 m (1:46,62 min) und 1500 m (3:46,54 min).

## Bestzeiten
- 800 m: 1:45,0 min, 1. Juli 2006, Nairobi
  - Halle: 1:48,91 min, 17. Januar 2004, Gainesville
- 1000 m: 2:16,94 min, 11. Juni 2005, New York City
  - Halle: 2:21,26 min, 31. Januar 2004, Boston
- 1500 m: 3:30,46 min, 3. September 2004, Brüssel
- 1 Meile: 3:50,25 min, 7. Juli 2003, Rieti